# Anthony Šerić
Anthony Šerić (Sydney, 15 gennaio 1979) è un ex calciatore croato, di ruolo difensore.

## Caratteristiche tecniche
Terzino sinistro di spinta, dotato di buona corsa e di discreta tecnica, veniva schierato anche come esterno di centrocampo.

## Carriera

### Club
,Dopo aver trascorso la sua gioventù a Sydney, Šerić inizia la sua carriera da professionista a Spalato, nella locale formazione dell'Hajduk dove trascorre tre anni, dal 1996 al 1999.
Viene poi prelevato dal Verona. Dopo tre stagioni nel club scaligero la sua esperienza italiana si arricchisce grazie alle stagioni passate al Brescia, Parma e Lazio fino al passaggio al Panathinaikos nel 2005, dove ritrova Alberto Malesani come allenatore. Il 2 giugno 2008 viene ingaggiato dal Beşiktaş, firmando un contratto biennale con opzione per il terzo.
Nel gennaio 2009 torna all'Hajduk Spalato.

### Nazionale
L'esordio nella Nazionale croata avviene il 29 maggio 1998 in occasione di una partita amichevole disputata a Pola contro la Slovacchia. In quell'anno Šerić fu anche convocato dalla Nazionale australiana avendo doppia nazionalità ma preferì rispondere alla chiamata della formazione europea con la quale ha disputato in carriera 16 incontri senza mai andare a segno.
Šerić ha fatto anche parte delle spedizioni della sua Nazionale durante i campionati mondiali di calcio del 1998, 2002 e 2006 senza però mai calcare il terreno di gioco in nessuna delle 3 convocazioni.

## Statistiche

### Cronologia presenze e reti in Nazionale
| Cronologia completa delle presenze e delle reti in nazionale ― Croazia | Cronologia completa delle presenze e delle reti in nazionale ― Croazia | Cronologia completa delle presenze e delle reti in nazionale ― Croazia | Cronologia completa delle presenze e delle reti in nazionale ― Croazia | Cronologia completa delle presenze e delle reti in nazionale ― Croazia | Cronologia completa delle presenze e delle reti in nazionale ― Croazia | Cronologia completa delle presenze e delle reti in nazionale ― Croazia | Cronologia completa delle presenze e delle reti in nazionale ― Croazia |
| Data                                                                   | Città                                                                  | In casa                                                                | Risultato                                                              | Ospiti                                                                 | Competizione                                                           | Reti                                                                   | Note                                                                   |
| ---------------------------------------------------------------------- | ---------------------------------------------------------------------- | ---------------------------------------------------------------------- | ---------------------------------------------------------------------- | ---------------------------------------------------------------------- | ---------------------------------------------------------------------- | ---------------------------------------------------------------------- | ---------------------------------------------------------------------- |
| 29-5-1998                                                              | Pola                                                                   | Croazia                                                                | 1 – 2                                                                  | Slovacchia                                                             | Amichevole                                                             | -                                                                      | 46’                                                                    |
| 3-6-1998                                                               | Fiume                                                                  | Croazia                                                                | 2 – 0                                                                  | Iran                                                                   | Amichevole                                                             | -                                                                      | 87’                                                                    |
| 6-6-1998                                                               | Zagabria                                                               | Croazia                                                                | 7 – 0                                                                  | Australia                                                              | Amichevole                                                             | -                                                                      | 40’ 73’                                                                |
| 13-6-1999                                                              | Seul                                                                   | Croazia                                                                | 2 – 2                                                                  | Egitto                                                                 | President's Cup 1999                                                   | -                                                                      |                                                                        |
| 16-6-1999                                                              | Seul                                                                   | Croazia                                                                | 2 – 1                                                                  | Messico                                                                | President's Cup 1999                                                   | -                                                                      |                                                                        |
| 19-6-1999                                                              | Seul                                                                   | Corea del Sud                                                          | 1 – 1                                                                  | Croazia                                                                | President's Cup 1999                                                   | -                                                                      |                                                                        |
| 13-2-2002                                                              | Fiume                                                                  | Croazia                                                                | 0 – 0                                                                  | Bulgaria                                                               | Amichevole                                                             | -                                                                      | 62’ 63’                                                                |
| 17-4-2002                                                              | Zagabria                                                               | Croazia                                                                | 2 – 0                                                                  | Bosnia ed Erzegovina                                                   | Amichevole                                                             | -                                                                      | 46’                                                                    |
| 12-2-2003                                                              | Spalato                                                                | Croazia                                                                | 0 – 0                                                                  | Polonia                                                                | Amichevole                                                             | -                                                                      | 46’                                                                    |
| 30-4-2003                                                              | Stoccolma                                                              | Svezia                                                                 | 1 – 2                                                                  | Croazia                                                                | Amichevole                                                             | -                                                                      | 62’                                                                    |
| 20-8-2003                                                              | Ipswich                                                                | Inghilterra                                                            | 3 – 1                                                                  | Croazia                                                                | Amichevole                                                             | -                                                                      | 73’                                                                    |
| 26-3-2005                                                              | Zagabria                                                               | Croazia                                                                | 4 – 0                                                                  | Islanda                                                                | Qual. Mondiali 2006                                                    | -                                                                      | 85’                                                                    |
| 17-8-2005                                                              | Spalato                                                                | Croazia                                                                | 1 – 1                                                                  | Brasile                                                                | Amichevole                                                             | -                                                                      | 83’                                                                    |
| 7-9-2005                                                               | Ta' Qali                                                               | Malta                                                                  | 1 – 1                                                                  | Croazia                                                                | Qual. Mondiali 2006                                                    | -                                                                      | 65’ 68’                                                                |
| 16-8-2006                                                              | Livorno                                                                | Italia                                                                 | 0 – 2                                                                  | Croazia                                                                | Amichevole                                                             | -                                                                      | 46’                                                                    |
| 6-9-2006                                                               | Mosca                                                                  | Russia                                                                 | 0 – 0                                                                  | Croazia                                                                | Qual. Euro 2008                                                        | -                                                                      |                                                                        |
| Totale                                                                 |                                                                        | Presenze                                                               | 16                                                                     |                                                                        | Reti                                                                   | 0                                                                      |                                                                        |

## Palmarès

### Club
- Campionato turco: 1

Beşiktaş: 2008-2009
- Coppa di Croazia: 1

Hajduk Spalato: 2009-2010